# Danse de la Chèvre
Danse de la chèvre (Gedens Dans) H. 39 er et musikstykke for solofløjte komponeret af Arthur Honegger i 1921, hvor det blev opført på Nouveau Théâtre i Paris den 2. december som baggrundsmusik til danseren Lysana i Sacha Dereks forestilling La mauvaise pensée. Stykket er dedikeret til René le Roy.
Det oprindelige manuskript til stykket er forsvundet. De udgaver, der bruges nu, er afledet fra et delvist transskript fundet i Honeggers transskriptionists værker. Stykket er blevet arbejdet med af historikere for at blive så præcist som muligt.

## Beskrivelse
I begyndelsen af stykket er der en langsom drømmeagtig introduktion bestående af tritonus-fraser. Dette udfolder sig hurtigt til en "gedelignende" tema i kromatisk modificeret F-dur i 9/8, som hopper af sted, hvilket giver et tydeligt billede af en dansende ged. Herefter følger et mere melodisk tema eller ide, der giver en mere beroligende fornemmelse. Gedetemaet og det beroligende tema kommer begge igen, og i slutningen af stykket kommer det langsomme drømmeagtige tema igen og afslutter stykket med et blødt harmonisk C (spillet som overtone) til opløsning.
Stykket varer omkring tre et halvt minut.